# Чемпионат России по вольной борьбе 2015
Чемпионат России по вольной борьбе 2015 года проходил с 7 по 10 мая в Каспийске.

## Медалисты
| Категория | Золото                                         | Серебро                                | Бронза                                                       |
| --------- | ---------------------------------------------- | -------------------------------------- | ------------------------------------------------------------ |
| До 57 кг  | Виктор Лебедев Якутия, Красноярск              | Исмаил Мусукаев Дагестан               | Азамат Тускаев Северная Осетия Нариман Исрапилов Дагестан    |
| До 61 кг  | Александр Богомоев Бурятия                     | Джамал Отарсултанов Московская область | Гаджимурад Рашидов Дагестан Рустам Абдурашидов Дагестан      |
| До 65 кг  | Ильяс Бекбулатов Дагестан                      | Сослан Рамонов Северная Осетия         | Магомед Курбаналиев Дагестан Ахмед Чакаев Дагестан           |
| До 70 кг  | Магомедрасул Газимагомедов Ставропольский край | Исраил Касумов Красноярский край       | Евгений Жербаев Бурятия Расул Джукаев Чечня                  |
| До 74 кг  | Аниуар Гедуев Кабардино-Балкария               | Станислав Хачиров Северная Осетия      | Ахмед Гаджимагомедов Дагестан Хабиб Батыров Дагестан         |
| До 86 кг  | Абдулрашид Садулаев Дагестан                   | Шамиль Кудиямагомедов Дагестан         | Анзор Уришев Кабардино-Балкария Сослан Кцоев Северная Осетия |
| До 97 кг  | Абдусалам Гадисов Дагестан                     | Владислав Байцаев Северная Осетия      | Магомед Ибрагимов Дагестан Адлан Ибрагимов Чечня             |
| До 125 кг | Хаджимурат Гацалов Северная Осетия             | Эдуард Базров Северная Осетия          | Бекхан Дукаев Чечня Мурадин Кушхов Дагестан                  |